# Formica lucida
Formica lucida é uma espécie de formiga do gênero Formica, pertencente à subfamília Formicinae.